# Dendromyrmex
Dendromyrmex é um gênero de insetos, pertencente a família Formicidae.

## Espécies
- Dendromyrmex apicalis
- Dendromyrmex chartifex
- Dendromyrmex fabricii
- Dendromyrmex madeirensis
- Dendromyrmex nidulans
- Dendromyrmex traili
- Dendromyrmex wheeleri